# 超世代音乐节
超世代音乐节（英語：Ultra Music Festival，UMF）是每年三月于佛罗里达州迈阿密市举办的户外电子音乐节。这一盛会由羅素·法比奇（Russell Faibisch）与艾力克斯·奧米斯（Alex Omes）于1999年创办，名称来自于1997年的赶时髦之专辑《Ultra》。
超世代音乐节于迈阿密市区的湾滨公园举行。1999年到2006年期间只举办一天，但在2007年到2010年间变成了两天的周末盛宴。自2011年起，超世代音乐节在三月中的某个星期五到星期天举行，共三天。2012年，超世代音乐节创下了15.5万人次到场的纪录。2013年，超世代音乐节在两个周末举行以欢迎33万人的到来。2014年，音乐节又回归至一个周末的正常时间并在5分钟之内售光了所有的预售票。最近的2017年共有16万5000人参加了此次盛宴。
截止2016年，超世代音乐节共有七个横跨风景如画的湾滨公园舞台。分别是主舞台（Mainstage）、直播台（the Live stage）、巨型建筑（the MegaStructure）、环球台（the Worldwide stage）、超世代音乐节电台（the UMF Radio stage）、抵抗台（the Resistance stage）和沙漠绿洲（the Oasis stage）。虽然名称相同，但超世代音乐节与一家名为超世代唱片（Ultra Records）的电子音乐厂牌并没有直接的关联。但是，它们在2012年8月宣布了“全球联盟”使他们能够在营销和交叉推广方面进行合作。超世代音乐节同时也在不同的地区举办，如西班牙的伊维萨岛、韩国首尔、日本东京、克罗地亚的赫瓦尔岛和斯普利特、新加坡市以及巴西的里约热内卢等国；2017年超世代音乐节结束时官方宣布将会新增印度与澳大利亚站。第二十届超世代音乐节于2018年3月23日至25日举行（EST）。

## 历史

### 海滩 （1999-2000）
超世代音乐节由罗素·法比奇和亚历克斯·奥斯创立。首届音乐节于1999年3月13日正式开幕，为期一天。首届阵容中包括保罗·范迪克、Rabbit in the Moon、喬許·溫克与DJ Baby Anne等知名DJ。这届音乐节在迈阿密海滩上的柯林斯公园（Collins Park）进行且饱受欢迎。然而曾预计有一万人出席的法比奇与奥斯仍然亏损了10000至20000美元。
尽管如此，但在2000年的三月，超世代音乐节回到了相同的地方并且更加成功 。之后，音乐节又迎来了新一年。

### 发展
由于1999年和2000年的音乐节人数的爆炸增长，组织者们决定将2001年的第三届超世代音乐节迁到迈阿密市区的湾滨公园举行。超世代音乐节在2001到2005年继续将电子舞曲大牌请到舞台之上，如罗宾·福克斯（Robin Fox）、提雅斯多、EC Twins、保罗·凡·戴克（Paul van Dyk）、保罗·欧肯弗德（Paul Oakenfold） 、桑德·克莱伦堡（Sander Kleinenberg）、Photek、乔希·温克（Josh Wink）、DJ Craze、皮特·通（Pete Tong）、埃里克·莫里洛（Erick Morillo）和Rabbit in the Moon等均上台表演。在2005年，法比奇遇见了曾任超世代音乐节和Ultra Worldwide的执行制作人、商务主管与人才买家亚当·拉科夫（Adam Russakoff）。此年，卡尔·考克斯与超世代音乐节共同通策划了卡尔·考克斯和他的伙伴区（Carl Cox and Friends Arena），又名卡尔·考克斯全球区（Carl Cox Global Arena），这曾为过去12年间超时代音乐节的中流砥柱。随着2005年第七届超世代音乐节又一次打破参展人数记录，官方决定在2006年迁移至双世纪公园（Bicentennial Park、现名Museum Park） 。2007年，超世代音乐节首次在双世纪公园开展了为期两天的活动，当时共有5万人参展并又打破了一次记录。超世代音乐节在2008年3月28日至29日在提雅斯多、尘世（Underworld）、正义（Justice）、保罗·凡·戴克、卡尔·考克斯、阿明·范·比伦 、匠心之作（MSTRKRFT）、电子鼠、安妮·麦克（Annie Mac）、埃里克·普里兹（Eric Prydz）、费利·高士顿（Ferry Corsten）、卡尔文·哈里斯、莫比、水晶疗法（The Crystal Method）、Boys Noize（实名亚历山大·里达、Alexander Ridha）、班尼·班纳西、阿曼德·范·海尔登（Armand Van Helden）、大无畏乐团（The Bravery）、大卫·库塔等众多明星的演出之下共同庆祝了10周年庆。
超世代音乐节为迈阿密市创造了在单次活动中销售的票数最多的新纪录，约售出7万张票。第七届超世代音乐节举办于2009年3月27日至28日，演出阵容包括了更多如黑眼豆豆、超凡乐团、丁丁乐队、Santigold、水晶城堡（Crystal Castles）、乐鞭（The Whip）、佩里·法瑞尔（Perry Farrell）的跨界乐队。2010年3月26日-27日的第12届超世代音乐节有提雅斯多、电子鼠、古菲·阿曼达（Groove Armada）、轨道（Orbital）、小皮靴（Little Boots）、Sasha & John Digweed、天外天（Above & Beyond）、阿明·范·比伦、卡尔·考克斯、瑞典浩室黑手党、血甜菜（The Bloody Beetroots）的独家演出阵容。每个舞台均配有由视觉艺术家Vello Virkhaus、Psyberpixie和Cozer所设计的艺术作品。

### 2011

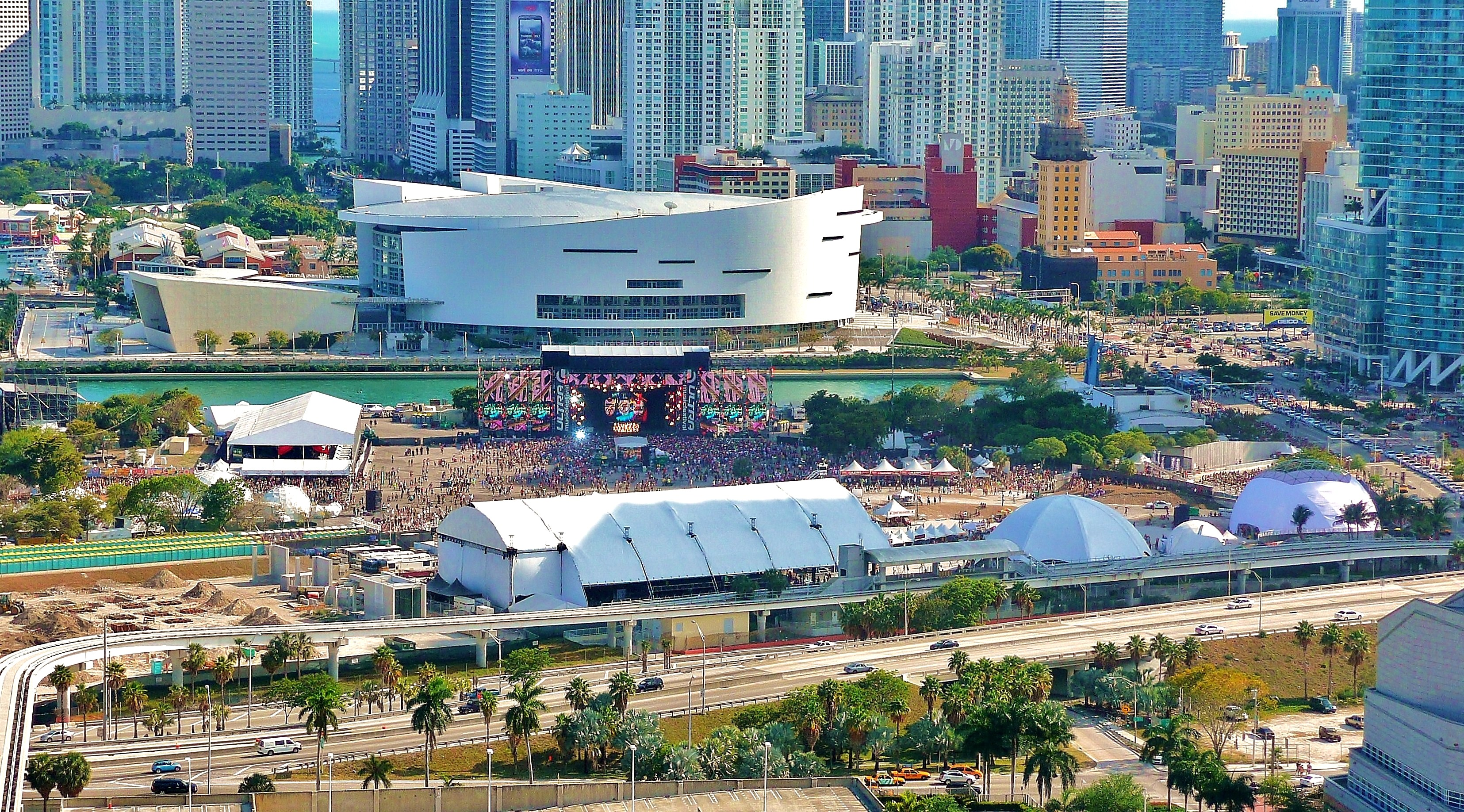
2011年超世代音乐节盛况

第十三届超世代音乐节在2011年的3月25日-27日举行，为期三天，首次卖出了超过10万张票。此外，在这一年、阿明·范·比伦首次登上舞台来庆祝A State of Trance达到500集。如同卡尔·考克斯和他的伙伴区一样，A State of Trance区依旧是超世代音乐节的主干，且每次开始于音乐节的第三天。此舞台上汇聚了Ferry Corsten、Markus Schulz、ATB、Cosmic Gate、Gareth Emery、Sander van Doorn和Alex M.O.R.P.H等艺人。

### 2012
第十四届超世代音乐节开始于2012年3月23日，并于25日结束。由于当时工人正在双世纪公园建造迈阿密艺术博物馆（Miami Art Museum），故这场活动自2005年来首次被迁到了湾滨公园举行。
这年超世代音乐节的票在几秒之内就已售罄。而在之后，预售票的价格从149美元涨到了229美元。登场的艺术家有发电厂乐团、Bassnectar、正义（Justice）、艾维奇、Fatboy Slim、Wolfgang Gartner、Richie Hawtin、史奇雷克斯、Pretty Lights、M83、Duck Sauce和Kaskade等等。麦当娜于艾维奇第二天晚上的表演中突然出现在现场。当天是麦当娜在全球发布她的第十二张专辑——MDNA的第二天。2012年同时也是超世代音乐节首次通过超世代直播（Ultra LIVE）推出现场直播的年份。

### 2013
为庆祝超世代音乐节举办十五周年，节日被延长到两个周末（即2013年3月15日-17日和3月22日-24日）。官方在2013年1月透露了音乐节的阵容，证实大卫·库塔、电子鼠、提雅斯多和瑞典浩室黑手党在两个周末均出场，而瑞典浩室黑手党把第二周周末的演出作为他们最后一程（One Last Tour）的收官之作。在阵容中的其他艺术家有艾佛杰克、卡尔文·哈里斯，里奇·霍廷（Richie Hawtin），Boys Noize，卡尔·考克斯，阿明·范·比伦、艾利索、Dog Blood（史奇雷克斯和Boys Noize的项目）、Luciano、史努比狗狗、威肯、Martin Solveig、捷德等人。
2013年1月7日，组织者申请为音乐节关闭更多的道路，迈阿密行政长官Marc Sarnoff拒绝了这个请求。尽管在2012年超世代音乐节赚得了7200万美元，但Sarnoff认为如果允许音乐节在这两周期间举行的话就会“因为噪音、听众们的妨扰行为和交通堵塞对当地的商界和居民造成破坏性影响”。城市委员会投票支持了音乐节在第二周继续举行的请求，并让组织者们为警务和消防服务缴费。
超世代音乐节在它的第十五届之后又创下了另外一项记录——两周内共计33万游客们莅临湾滨公园。

### 2014
2014年，超世代音乐节又变成了在一个周末内举行。这场盛会从3月28日开始到3月30日结束。音乐节的第一阶段的演出阵容于2013年12月揭露，证实了阿明·范·比伦、艾佛杰克、卡尔·考克斯、大卫·库塔、硬威尔、Fedde Le Grand、Krewella、马汀·盖瑞克斯、New World Punx、尼基·罗米洛、提雅斯多和Zedd的首发阵容。在艾维奇诊断为阻塞胆囊并返回瑞典之后，电子鼠取代了他成为了星期六主舞台上的压轴嘉宾。
音乐节上出现了两项引人瞩目的节目，一个是埃里克·普莱兹（Eric Prydz）的新的实况演出“Holo”，另一个是迪波洛和史奇雷克斯组成的双人团体——Jack Ü的首次表演。同时Above & Beyond的演出被暴风雨所打断，不得不将设备转移到后台并将脸背对着观众；阿明·范·比伦和Benno de Goeji在A State of Trance舞台上的首次出演以及电子鼠将马汀·盖瑞克斯的歌曲《Animals》与经典儿歌《王老先生有块地》（英文：Old McDonald Had a Farm）混在了一起。
在音乐节开幕的周五那天，一位保卫人员被一群试图通过打破钢丝网逃票的人士践踏置于“极度危险”的状态。

### 2015

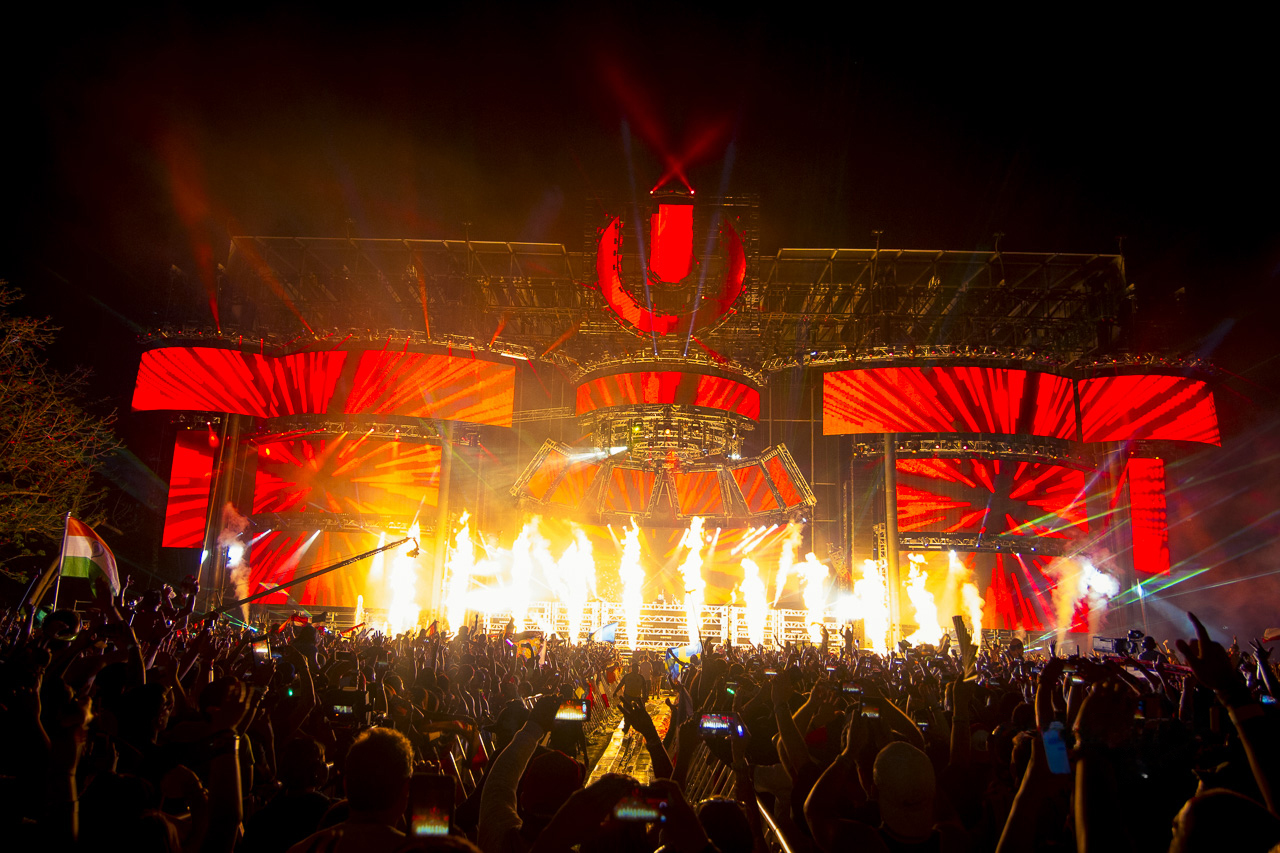
2015年超世代音乐节的主舞台

#### 准备阶段
2014年的踩踏事故之后，连2015年的超世代音乐节的是否举办都变得不确定。但是，活动的举办者声明超世代音乐节将于2015年3月27日至29日盛大开幕。 他们也同时宣布了他们计划在迈阿密警察署的参与下全面审查音乐节的安全措施，评估了如何改进保障安排以“防止这种性质的犯罪事件再次发生”的方案。
在2014年4月24日的一场会议上，迈阿密地方委员以4比1的比票允许了超世代音乐节在2015年于迈阿密市区举行。唯一投票赞成禁止超世代音乐节举办的委员马克·萨诺夫（Marc Sarnoff）提供了前几场超世代音乐节上的猥亵行为录像，并且认为该事件影响了市区居民的生活质量，因为他们受到了访客的骚扰。由于超世代音乐节给迈阿密带来的众多曝光度和积极的经济影响，剩下的委员则支持它的存在。而基恩·哈德蒙（Keon Hardemon）就这样的观点提出质疑：他认为超世代音乐节影响到了城市的居民，因为他们选择住在城市，所以他们可以参加当地的活动。但是，是否允许举办超世代音乐节取决于组织者介绍安全设施、药物使用和处理与会者猥亵行为的情况的优劣程度。2014年9月2日，超世代音乐节官方宣布在2015年不允许未成年人入场。安全部门负责人Raymond Martinez表示此决定主要是为了提高与会者的整体安全和体验。
2015年1月12日，超世代音乐节的共同创立者Alex Omes（于2010年离开公司）被发现时已死亡，享年43岁。死因未公布。

#### 表演
第十七届超时代音乐节由提雅斯多、艾维奇、达许柏林、瑞典浩室黑手党成员Axwell、Sebastian Ingrosso、与Steve Angello，马汀·盖瑞克斯、硬威尔、埃里克·普莱兹、安德鲁·拜耳（Andrew Bayer）、Marc Kinchen（MK）、Hot Since 82、Dirty South、Zeds Dead、Galantis、Tchami、Andy C、Wiwek等艺术家登台表演。2015年度的超时代音乐节由Skrillex闭幕，之后以他以Jack Ü的艺名加入了Diplo。最后则是CL、Kiesza、Sean Combs和贾斯汀·比伯多位歌手的现场表演。此届的超时代音乐节还首次推出了由英国团体Arcadia Spectacular设计的“抵抗”台。这个舞台也被称为“后燃器”（Afterburner）Deep house、前卫浩室音乐、铁克诺音乐和tech house音乐风格的艺术家Tale of Us、Dixon、tINI、Get Real（即Claude VonStroke和Green Velvet合作的小号）、Maceo Plex、Apollonia、Pete Tong、Guy Gerber等等都在此表演。
此次音乐节官方的网页直播在电子游戏直播网站Twitch进行。

### 2016
2016年超世代音乐节在3月18日至20日于湾滨公园举行。第一阶段的阵容在2015年12月16日宣布，据透露，这个节日将会带来Rabbit in the Moon和钟摆组合的相聚，以及艾佛杰克、艾维奇、Carl Cox、Die Antwoord 、Dubfire、埃里克·普莱兹、硬威尔、Kaskade、Kygo、Miike Snow、Nero、Purity Ring、Tycho等人组成的首发阵容。 第二阶段首发阵容于2016年2月曝光，包括AlunaGeorge、Andrew Rayel、烟鬼组合、Crystal Castles、Galantis、deadmau5、Laidback Luke、Marshmello、Richie Hawtin、Sam Feldt、DJ Snake、Steve Angello、Tchami等等。 第十八届超时代音乐节的票截止2016年1月21日已销售一空。
The Prodigy组合由于成员Maxim的健康状况不佳无法登场，故取消了他们在周六晚的表演。电子鼠取代了他们并有了第二次登台的机会，官方允许他按原定计划于星期天在A State of Trance舞台上进行表演。 节日的最后一天，在Knife Party、钟摆组合与特别来宾Tom Morello及电子鼠（加入Ghosts 'n' Stuff的表演，人声为Rob Swire）的共同演出之下，2016年超时代音乐节落下了帷幕，此外他们还演奏了电子鼠的歌曲《Ghosts 'n' Stuff》。 抵抗台也在这一年回归，并带来了Arcadia Spectacular的艺术作品——“蜘蛛”。
在2014年4月，DJ Mag根据读者调研将超世代音乐节评为世界顶级盛宴。

### 2017
在2016年的音乐节结束之后，官方宣布2017年的超世代音乐节将会在3月24日至26日举办。 门票于2016年10月4日正式起售。普通票在2017年1月24日售罄。
第一阶段的超世代音乐节阵容于2016年11月17日宣布，包括艾斯·库伯、Justice、Major Lazer、The Prodigy、Underworld、Above & Beyond、艾佛杰克、阿明·范·比伦、Axwell Λ Ingrosso、Carl Cox、达许柏林、大卫·库塔、DJ Snake、Dubfire、硬威尔、Jamie Jones、Joseph Capriati、Maceo Plex、Marco Carola、马汀·盖瑞克斯、Sasha & John Digweed、Steve Aoki、Tale of Us和提雅斯多。第二阶段阵容公开于2017年2月9日， 第三阶段细节则在2017年3月9日公布。Major Lazer、 Axwell Λ Ingrosso和DJ Snake分别在第一、二和最后一天夜晚进行压轴表演。
在节日的头两天，巨型建筑台上的Carl Cox＆Friends节目被重新置于了抵抗台之上表演；卡尔·考克斯于2017年2月被评为“全球大使”，是抵抗台的策展人，将会为未来的超世代音乐节做好准备。重新包装过的舞台将伴随着原来的抵抗台，并带着2016年的“蜘蛛”回归。

### 2018
在2018年3月23日至25日举办的超世代音乐节为20周年特典，第一阶段的出场名单于2017年12月披露。出场DJ有：Afrojack、Axwell Λ Ingrosso、Azealia Banks、烟鬼、David Guetta、DJ Snake、旭日帝国、Hardwell、Steve Aoki等等。随后官方又于2018年1月28日宣布了“抵抗台”的出场名单，包括Adam Beyer、 Carl Cox、Dubfire、Nicole Moudaber、Jackmaster、Eats Everything、Seth Troxler以及Skream的超级摇滚乐团J.E.S.u.S.等等。
2018年2月25日，官方揭露了第二阶段的出场名单，包括Benny Benassi、Cedric Gervais、DubVision、Fischerspooner、Jauz、Modestep、Oliver Heldens等等。完整日程表于3月15日公开，确认Dash Berlin、G-Eazy、KSHMR等人将会参加演出。官方同时称在音乐节压轴的晚上主舞台与A State of Trance区将有未公开的大牌人物演出。
超世代音乐节的首发名单导致了群众对未公开演出者的传闻，[[Reddit]用户根据发送给持票者的绣花牌推断出压轴演出者有可能是Daft Punk或是重聚的瑞典浩室黑手党。在一次采访中，Hardwell称Steve Angello意外地取消了与迈阿密音乐节时间重合的亚洲巡演。这一点和瑞典浩室黑手党相关的标识与出现在城市中的象征表明了这一切。压轴演出最终确认为瑞典浩室黑手党，他们自2013年以来的实况演出后就已成为组合。音乐节中其他的著名特殊客串歌手包括韩流歌手与少女时代成员权俞利（与Raiden一起演出）、Daddy Yankee、Elvis Crespo、Play-N-Skillz（与Steve Aoki一起合作了《Azukita》，同时也参与了Daddy Yankee的《Gasolina》的制作）、Example、Adventure Club、Crankdat（加入了Jauz在主舞台的演出）、G-Eazy（《No Limit》）、Lil Uzi Vert、Slushii、Yo Gotti （《[Rake It Up]]》）及Will Smith（ 《迈阿密》），这些嘉宾都在Marshmello的演出中出现。
安保官方称2018年超世代音乐节是近年来“最安全”的一届，在整场音乐节中仅有27件逮捕案（与麻醉药品、伪造票据和攻击警官有关）且无“重大”事故。而且迈阿密也没有下雨，维持了三天的蓝天白云。

### 奖项荣誉
| 年份 | 分类                                                      | 奖项/荣誉      |
| ---- | --------------------------------------------------------- | -------------- |
| 2005 | 最佳舞蹈节（Best Dance Event）                            | 国际舞曲音乐奖 |
| 2006 | 最佳舞蹈节（Best Dance Event）                            | 国际舞曲音乐奖 |
| 2008 | 最佳舞蹈节（Best Dance Event）                            | 国际舞曲音乐奖 |
| 2008 | 最佳国际舞曲节（Best International Dance Music Festival） | DJ 奖          |
| 2009 | 最佳音乐节（Best Music Event）                            | 国际舞曲音乐奖 |
| 2010 | 最佳音乐节（Best Music Event）                            | 国际舞曲音乐奖 |
| 2011 | 最佳音乐节（Best Music Event）                            | 国际舞曲音乐奖 |
| 2016 | 世界最佳节日（World's Best Festival）                     | DJ Mag         |
| 2017 | 世界最佳节日（World's Best Festival）                     | DJ Mag         |

## 出席人数
| 年份        | 出席人数 | Location             |
| ----------- | -------- | -------------------- |
| 1999 - 2000 | 10000    | 迈阿密海滩南海滩     |
| 2001        | 21000    | 迈阿密市区湾滨公园   |
| 2002        | 21500    | 迈阿密市区湾滨公园   |
| 2003        | 25000    | 迈阿密市区湾滨公园   |
| 2004        | 35000    | 迈阿密市区湾滨公园   |
| 2005        | 48000    | 迈阿密市区湾滨公园   |
| 2006        | 40000+   | 迈阿密市区博物馆公园 |
| 2007        | 50000    | 迈阿密市区博物馆公园 |
| 2008        | 70000    | 迈阿密市区博物馆公园 |
| 2009        | 85000    | 迈阿密市区博物馆公园 |
| 2010        | 93000    | 迈阿密市区博物馆公园 |
| 2011        | 100000   | 迈阿密市区博物馆公园 |
| 2012        | 165000   | 迈阿密市区湾滨公园   |
| *2013       | 330000   | 迈阿密市区湾滨公园   |
| 2014        | 165000   | 迈阿密市区湾滨公园   |
| 2015        | 165000   | 迈阿密市区湾滨公园   |
| 2016        | 165000   | 迈阿密市区湾滨公园   |

出席人数描述了参加节日的总人数。
*2013年的出席人数反映的是十五周年庆典的出席人数，而十五周年庆典是在两个周末举行的。

## 世界之旅

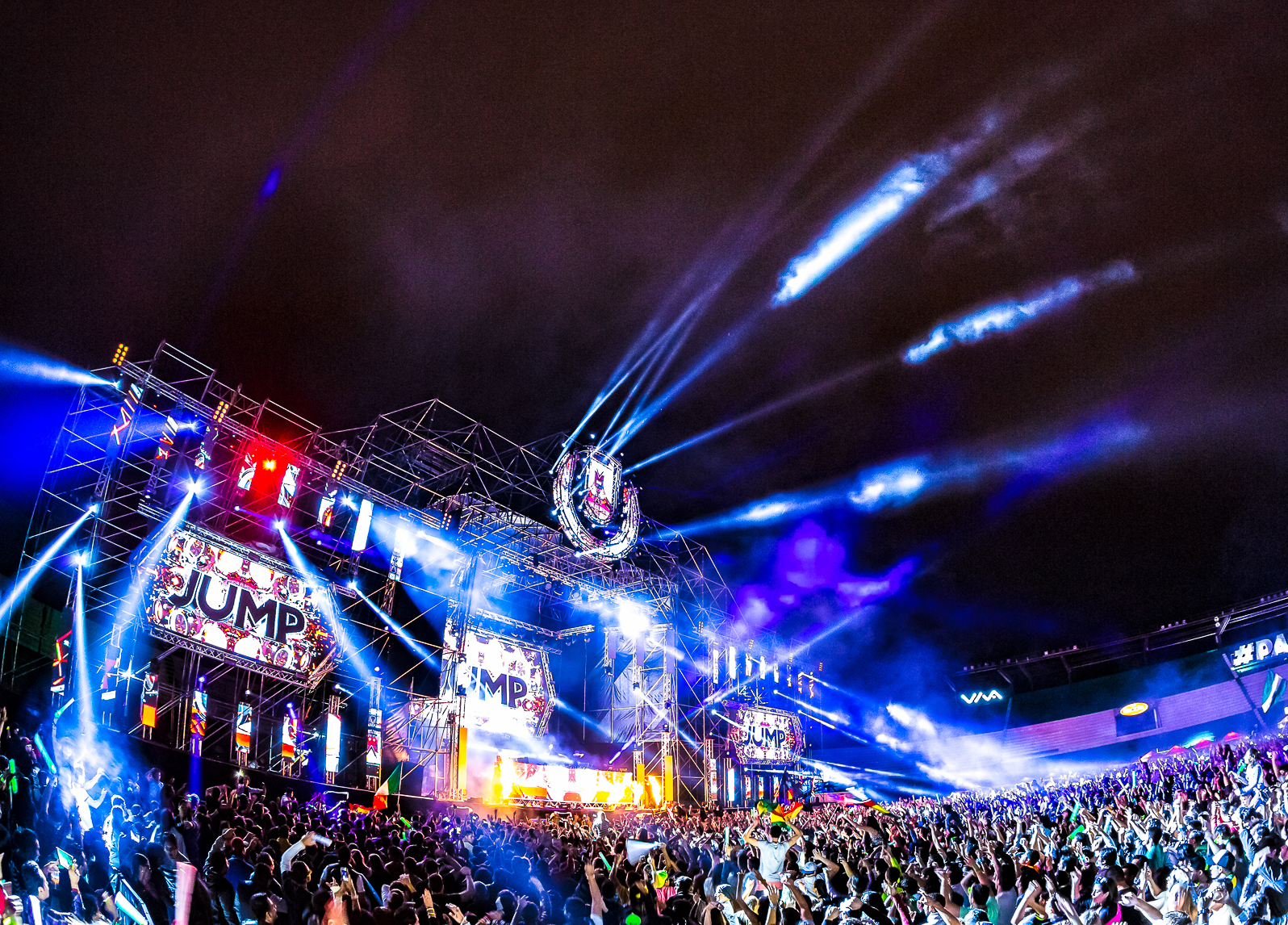
位于玻利维亚圣克鲁斯的超世代音乐节

2008年起，超世代音乐节开始了其世界之旅（Ultra Worldwide ）——从举办于圣保罗的巴西超世代音乐节开始，再到里约热内卢。 自那以后，超世代音乐节在阿根廷布宜诺斯艾利斯（布宜诺斯艾利斯超世代音乐节） 、智利圣地牙哥（智利超世代音乐节） 、韩国首尔（韩国超世代音乐节） 、南非约翰内斯堡与开普敦（南非超世代音乐节） 日本东京（日本超世代音乐节） 、印度尼西亚巴厘岛 （巴厘超世代音乐节） 、新加坡（新加坡超世代音乐节） 和西班牙伊比沙岛多地举办。 在2013年7月，世界之旅首次推出了「欧洲超世代音乐节」，也以超世代目的地（Destination Ultra）所熟知，它将在一周之内跨越克罗地亚的不同地点。
2012开始了名为「超世代之路」（Road to Ultra）的活动，也就是在一天一舞台上进行的超世代音乐节浓缩版。超世代之路已在泰国、韩国、日本、台湾、哥伦比亚、巴拉圭、波多黎各、澳门、智利、玻利维亚和秘鲁进行。而在2016年，超世代之路首次在香港的西九文化區举行。
当2017年的迈阿密超世代音乐节正进行的如火如荼的时候，官方宣布印度与澳大利亚自2017年起将会举办超世代之路。在印度超世代之路分别将会于2017年12月新德里和2018年2月孟买举办。对于澳大利亚，超世代之路则会于2018年2月在墨尔本举办。包含在通告内的还有超世代音乐节中国站的首次亮相，官方将于2018年9月9日-10日于上海举办为期两天的盛宴。5月末，官方宣布超世代音乐节墨西哥站将于10月6日至7日在墨西哥城的佛罗毕加索（Foro Pegaso）举办。

## 交通和酒店
超世代音乐节吸引了来自世界的成千上万的游客。 大多数游客都住在迈阿密市中心或布瑞肯（Brickell）。这是参加这场盛会最方便的选择。 Omni和Edgewater也是不错的地方，离湾滨公园几乎只有咫尺之遥，走几步即可到达。 一些游客在南海滩的酒店住宿。 然而，由于堵车、花费昂贵等原因故超世代音乐节到达南海滩可能会成为问题，因此这是一个不太火的地方。 路面地铁S、C和120号线将超世代音乐节直接连接到南海滩。
官方不建议驾车前去，因为停车费极其昂贵。 相反，大多数游客乘坐迈阿密地铁或路面地铁前往目的地。 最近的路面地铁站为政府中心站（Government Center），此外，免费地铁（Metromover）还提供迈阿密市中心来返Brickell的路线。 截至2016年，在超音乐节的周末，火车和巴士服务已延长至凌晨两点。

## 另请参阅
- 电子音乐盛宴列表
- 超世代音乐节欧洲站（英语：Ultra Europe）
- 超世代音乐节布宜诺斯艾利斯站（英语：Ultra Buenos Aires）
- 超世代音乐节智利站（英语：Ultra Chile）
- 巴西站超世代音乐节（英语：Ultra Brasil）
- 超世代之路
- 超世代音乐节韩国站（英语：Ultra Korea）
- 超世代音乐节日本站（英语：Ultra Japan）
- 超世代音乐节巴厘站（英语：Ultra Bali）
- 超世代音乐节新加坡站（英语：Ultra Singapore）
- 超世代音乐节南非站（英语：Ultra South Africa）
- 超世代音乐节中国大陆站（英语：Ultra China）
- 罗素·法比奇